# Máquina universal

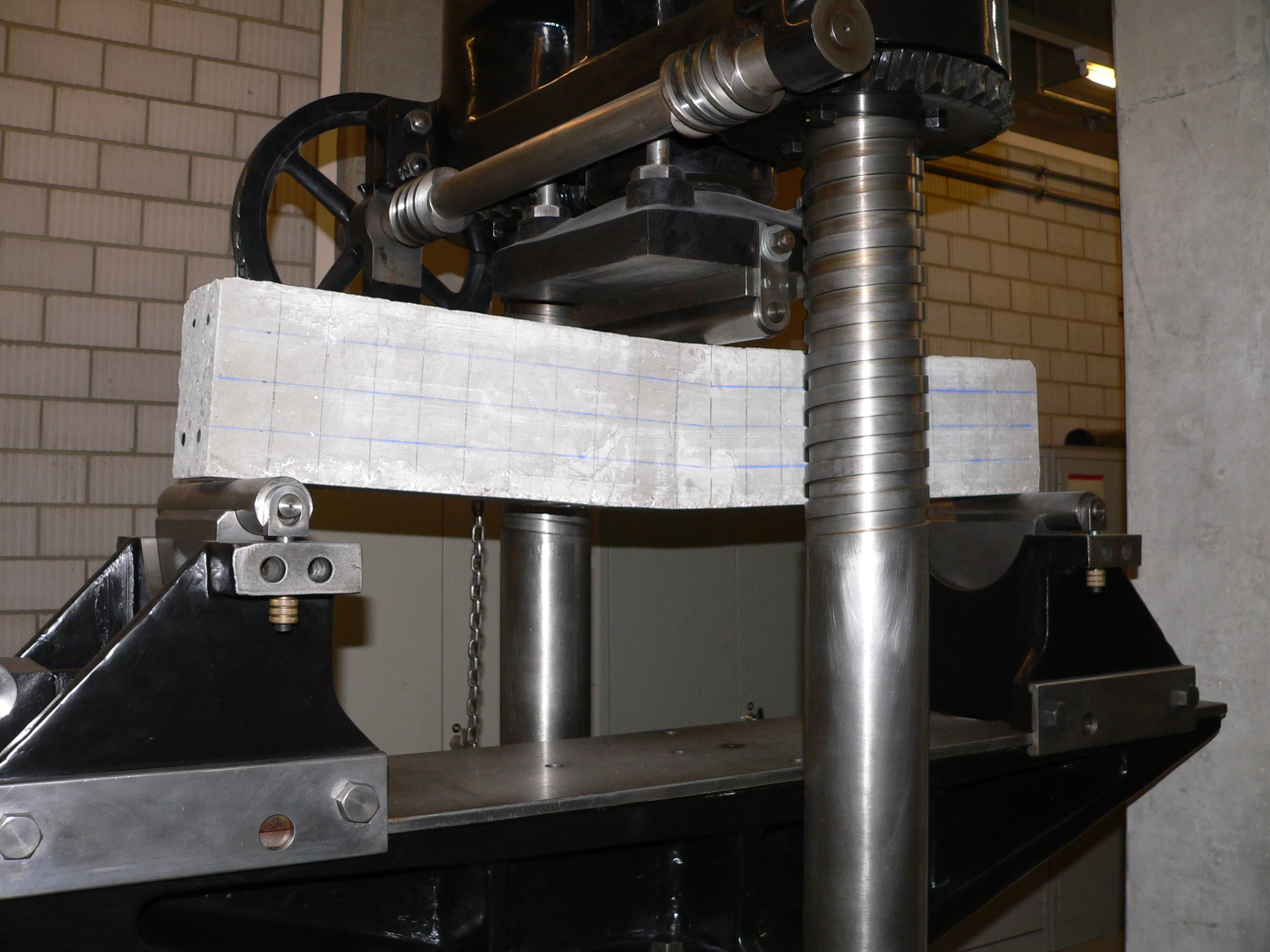
Ensayo a flexión

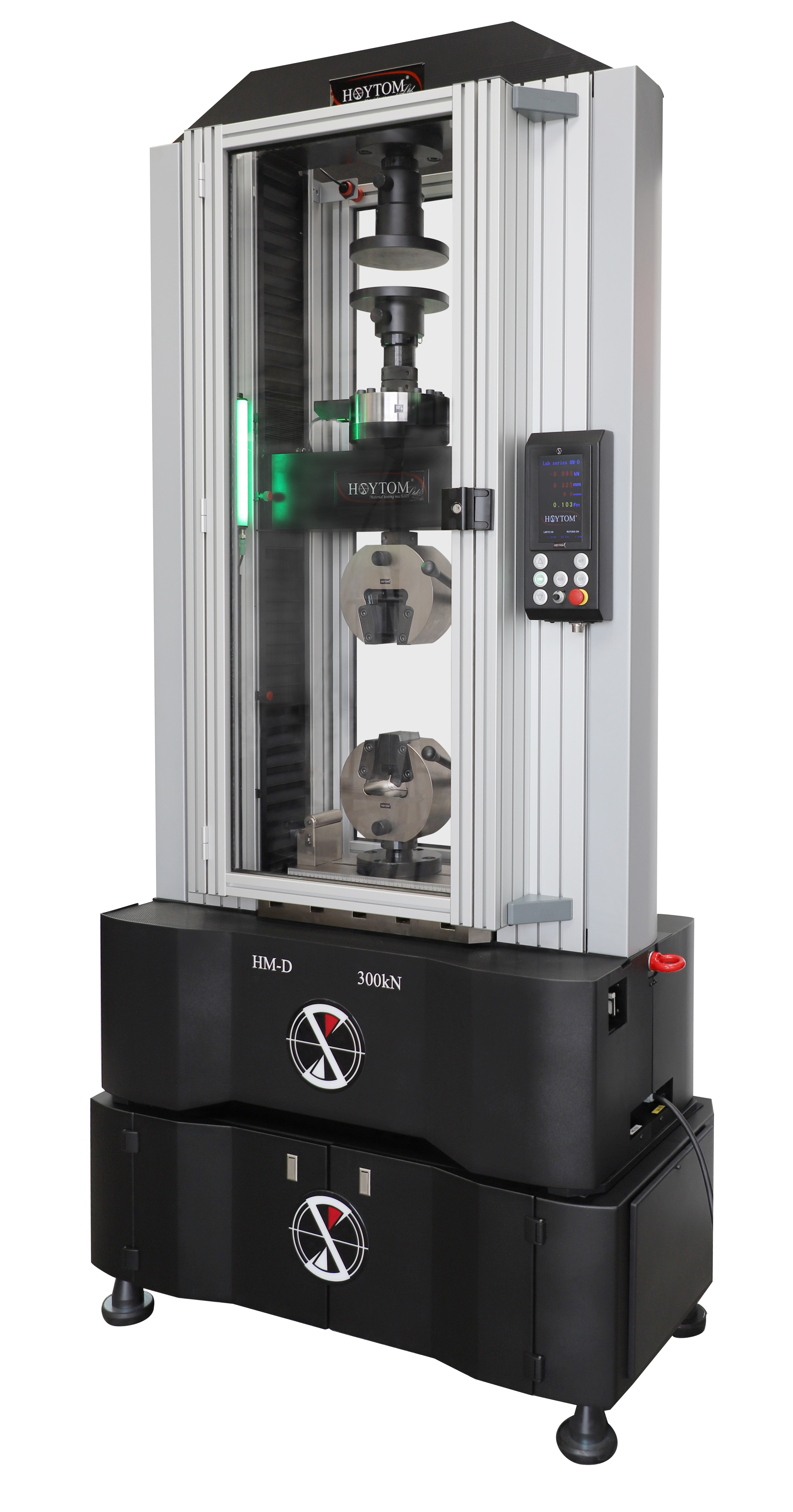
Máquina universal de ensayo de tracción en la parte inferior y compresión en la parte superior

En ingeniería se denomina máquina universal a una máquina semejante a una prensa con la que es posible someter materiales a ensayos de tracción y compresión para medir sus propiedades. La presión se logra mediante placas o mandíbulas accionadas por tornillos o un sistema hidráulico. Esta máquina es ampliamente utilizada en la caracterización de nuevos materiales. Así por ejemplo, se ha utilizado en la medición de las propiedades de tensión de los polímeros, por lo que son usadas para probar materiales. 
- Ensayo de tracción
- Ensayo de compresión
- Ensayo horizontal
- Ensayo de tracción hidráulica